# Saint-Étienne-Roilaye
Saint-Étienne-Roilaye is een gemeente in het Franse departement Oise (regio Hauts-de-France) en telt 320 inwoners (1999). De plaats maakt deel uit van het arrondissement Compiègne.

## Geografie
De oppervlakte van Saint-Étienne-Roilaye bedraagt 8,1 km², de bevolkingsdichtheid is 39,5 inwoners per km².
De onderstaande kaart toont de ligging van Saint-Étienne-Roilaye met de belangrijkste infrastructuur en aangrenzende gemeenten.

## Demografie
Onderstaande figuur toont het verloop van het inwonertal (bron: INSEE-tellingen).